# Flemingsbergsskogens naturreservat
Flemingsbergsskogen är ett naturreservat i Huddinge kommun, Stockholms län. Reservatet bildades 2006 och gränsar till Orlångens naturreservat.  Det omfattar 956 hektar land samt 11 hektar vatten. Flemingsbergsskogen har visat sig vara ett av de artrikaste skogsområdena på Södertörn, med cirka 100 rödlistade arter påträffade, vilket är mycket även i ett riksperspektiv.

## Beskrivning
I syd ansluter Gladöskogens naturreservat och i nordost gränsar Flemingsbergsskogen till sjön Orlången med Flemingsbergsviken. I öst finns Stensättra gårds och Sundby gårds marker, som dock inte ingår i reservatet. Däremot ingår Stensättra fornborg. I norr ligger bostadsområdet Visättra och i syd tätorten Gladö kvarn. Genom området och längs med Flemingsbergsviken sträcker sig den Gamla sockenvägen Flemingsberg-Lissma som sammanknöt bland annat gårdarna Flemingsberg, Stensättra, Sundby, Björksättra samt Lissma och övergavs på 1850-talet. Idag är den gamla färdvägen en del av vandringsvägen Huddingeleden och även en del av Sörmlandsleden.
Flemingsbergsskogen, även kallad den "milsvida skogen" är ett stort sammanhängande skogsområde bestående av både hällmarkstallskog och mossar på de höglänta delarna, samt av näringsrikare gran- och lövskogar i de lägre områdena. Östra delen av området utgörs till stor del av odlingsbygd med Stensättras odlingslandskap kring Stensättra gård. Avsaknad av storskalig skogsbruk gör att landskapet kan behålla sin ursprungliga karaktär. Inom hela området finns ett nät av stigar och leder; bland annat passerar anslutningsleden för Sörmlandsleden genom området. Fornfynd från äldre stenåldern (flera yxfynd) och järnåldern (två fornborgar) tyder på att området använts för bosättning redan för ca 7 000 till 8 000 år sedan.

## Kommunens beslut
| ” | Flemingsbergsskogen är ett område som har mycket stort värde för den biologiska mångfalden. Områdets växt- och djurliv är rikt och har bland annat många skyddsvärda och ovanliga arter knutna till naturskogar, betespräglade skogar och myrar. Inom området finns även skyddsvärda lövskogsmiljöer. Dessutom har området mycket höga värden för allmänhetens friluftsliv vilket är av riksintresse. Området är även intressant ur arkeologisk hänsyn med fyndplatser från stenåldern. | „ |

## Bilder

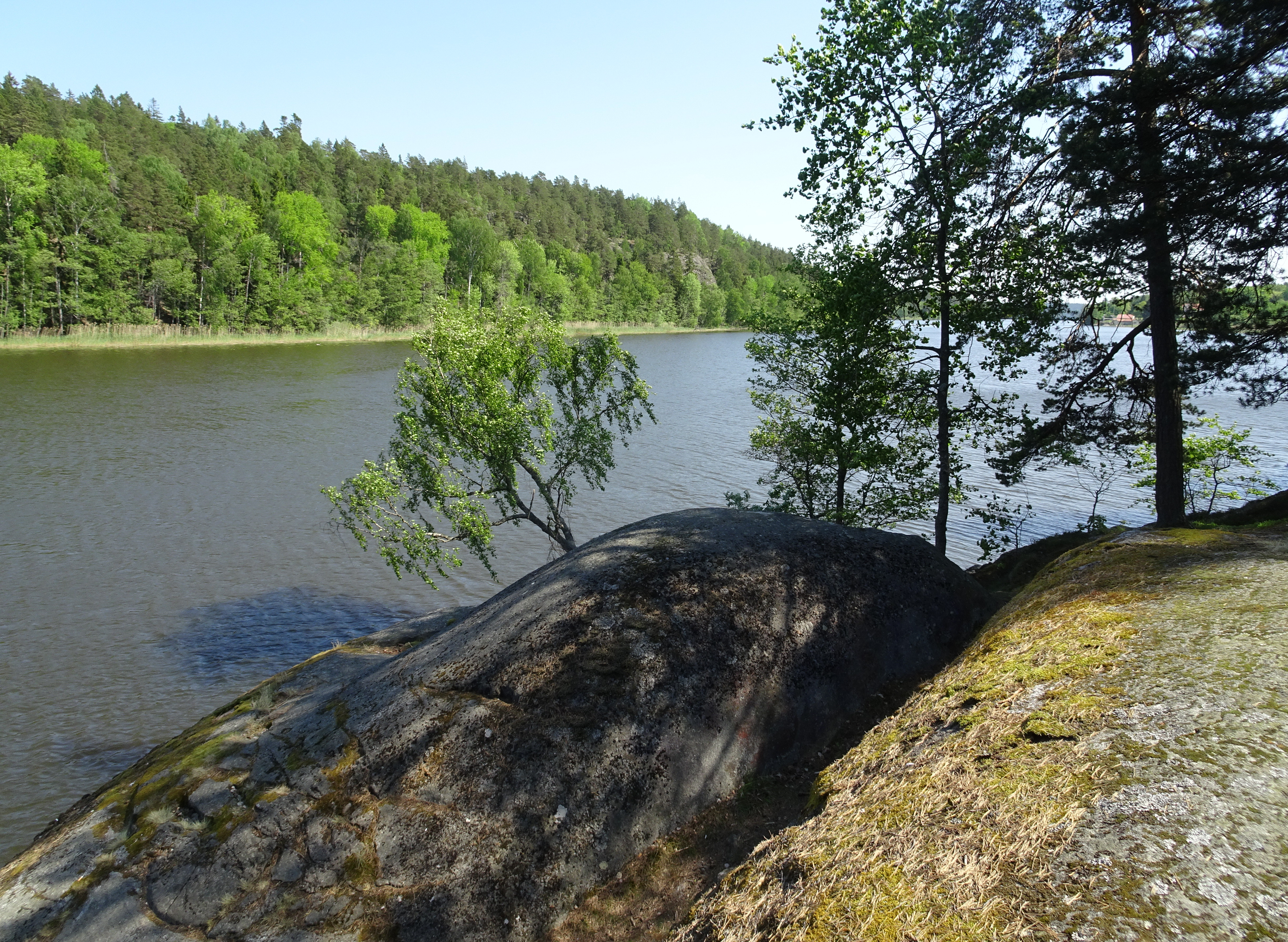
Flemingsbergsviken
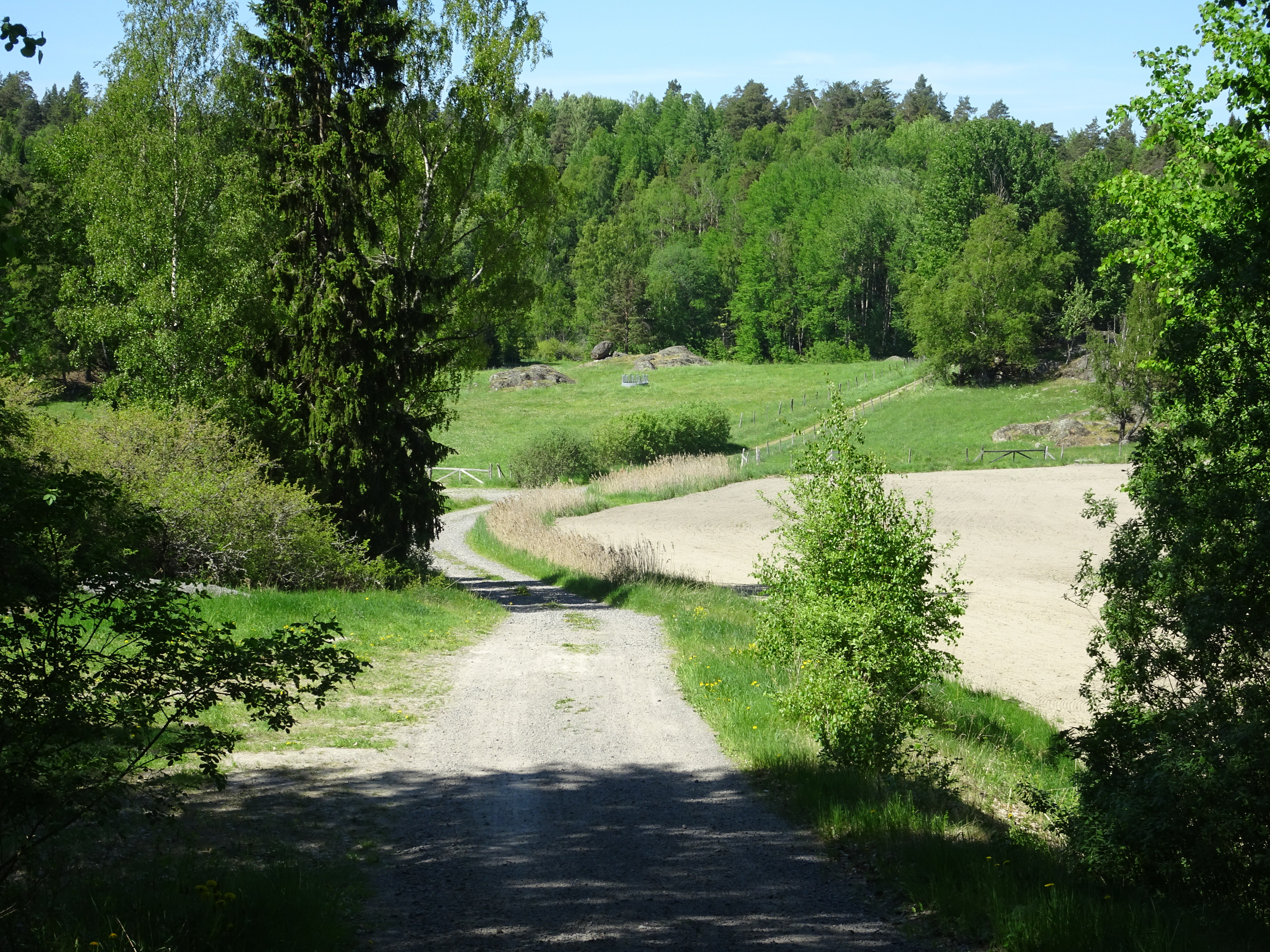
Gamla sockenvägen Flemingsberg-Lissma
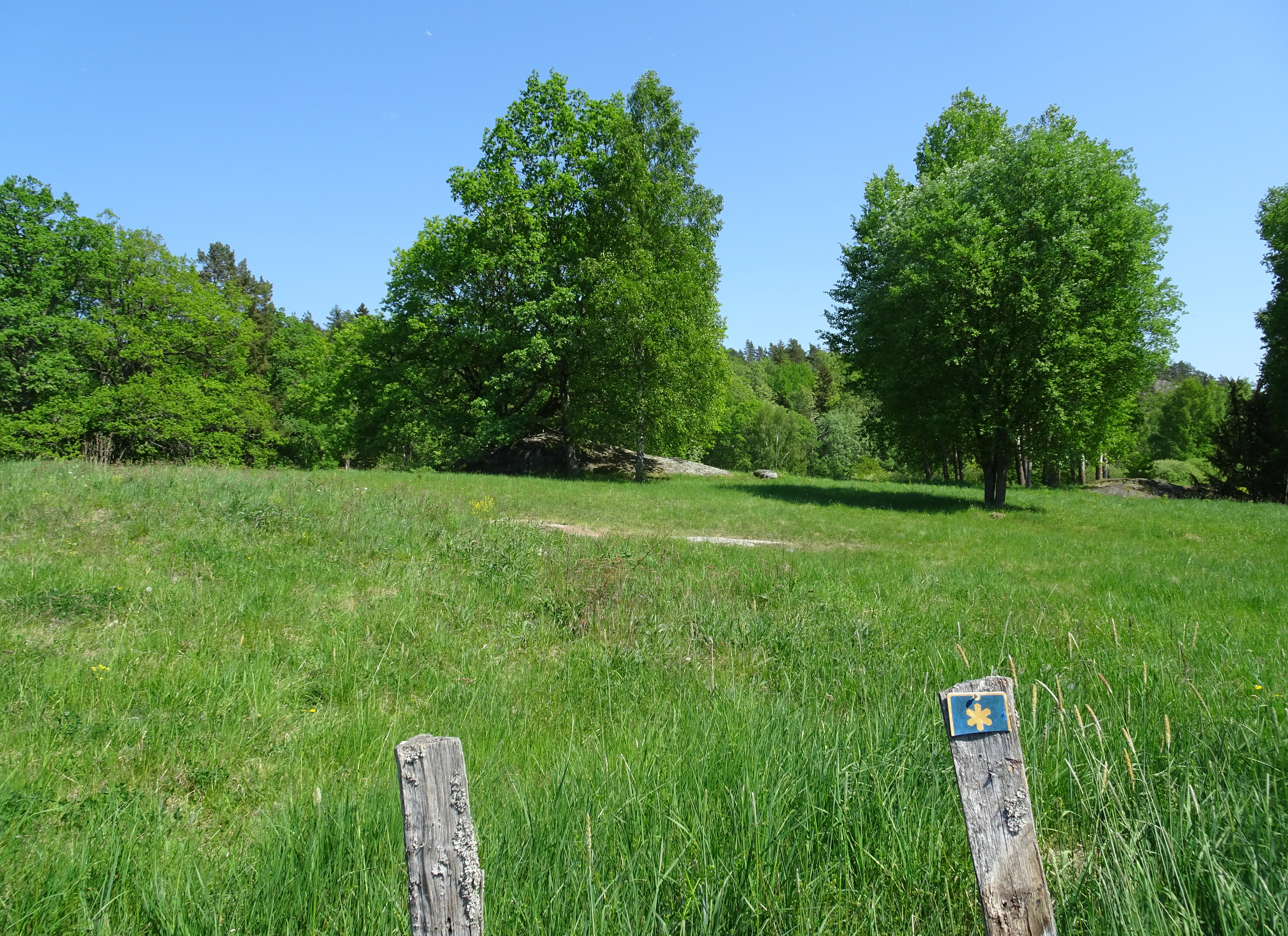
Reservatet vid gamla sockenvägen
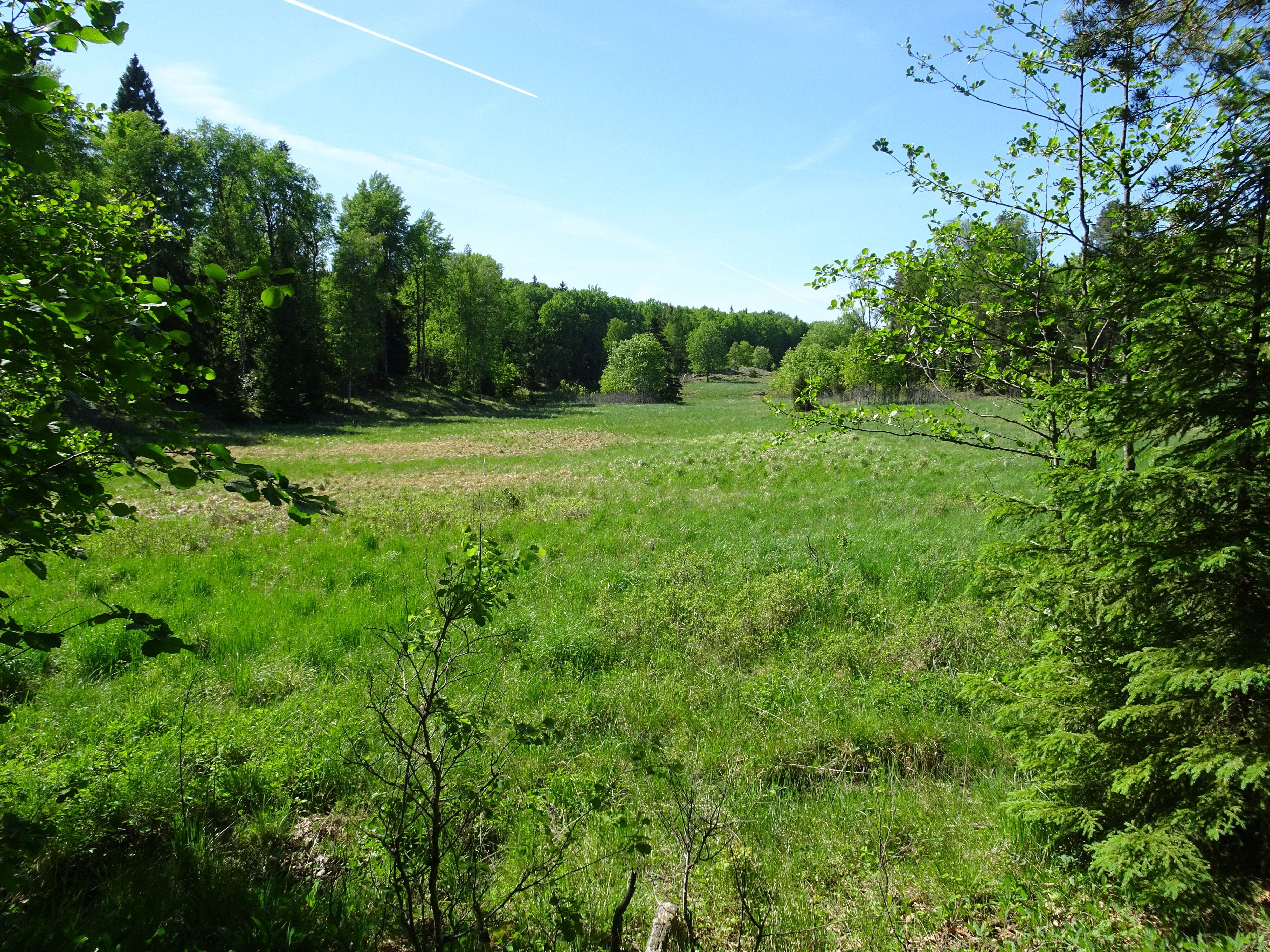
Gullarängen, platsen för f.d. torpet Gullarängen
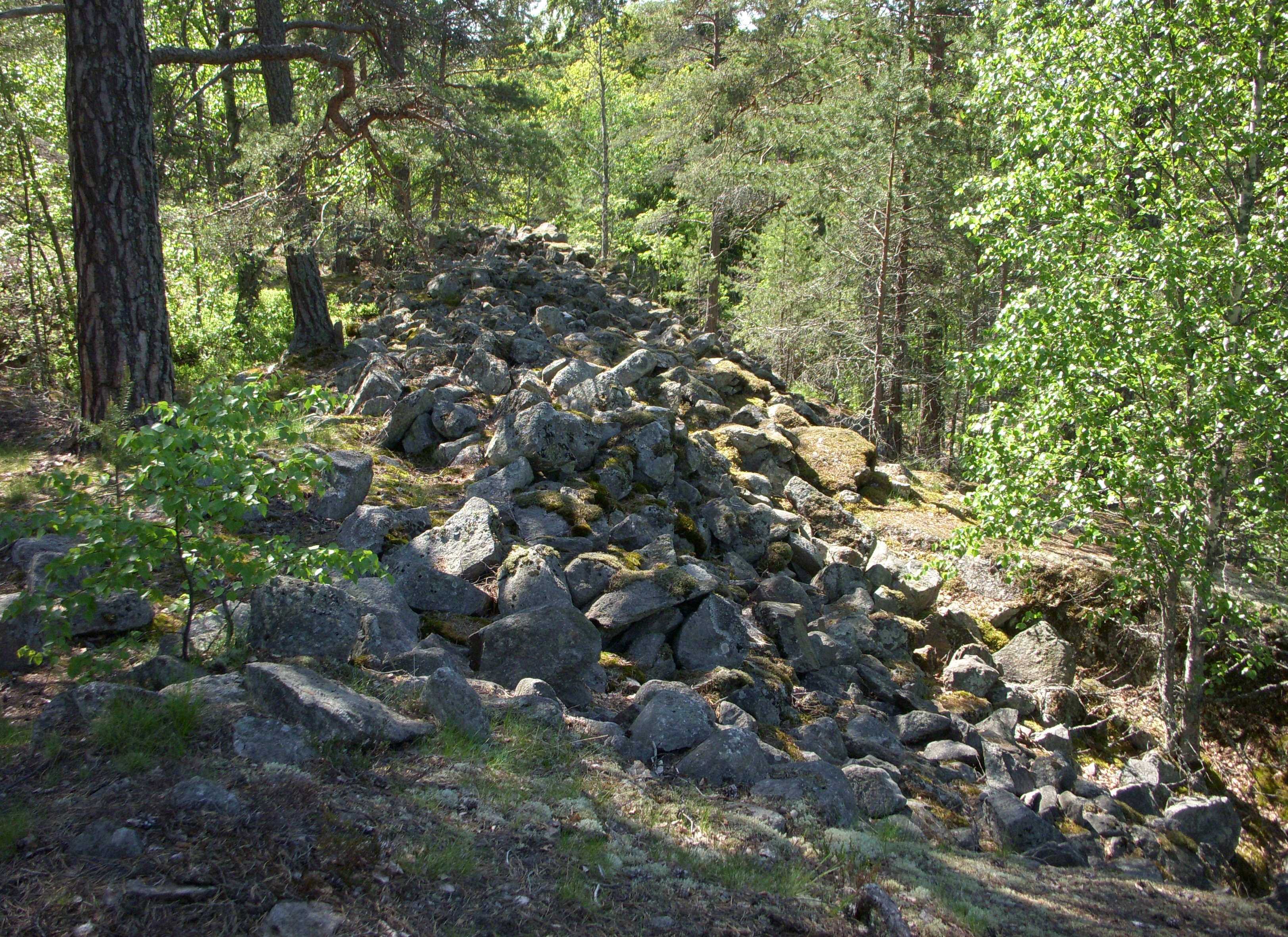
Stensättra fornborg
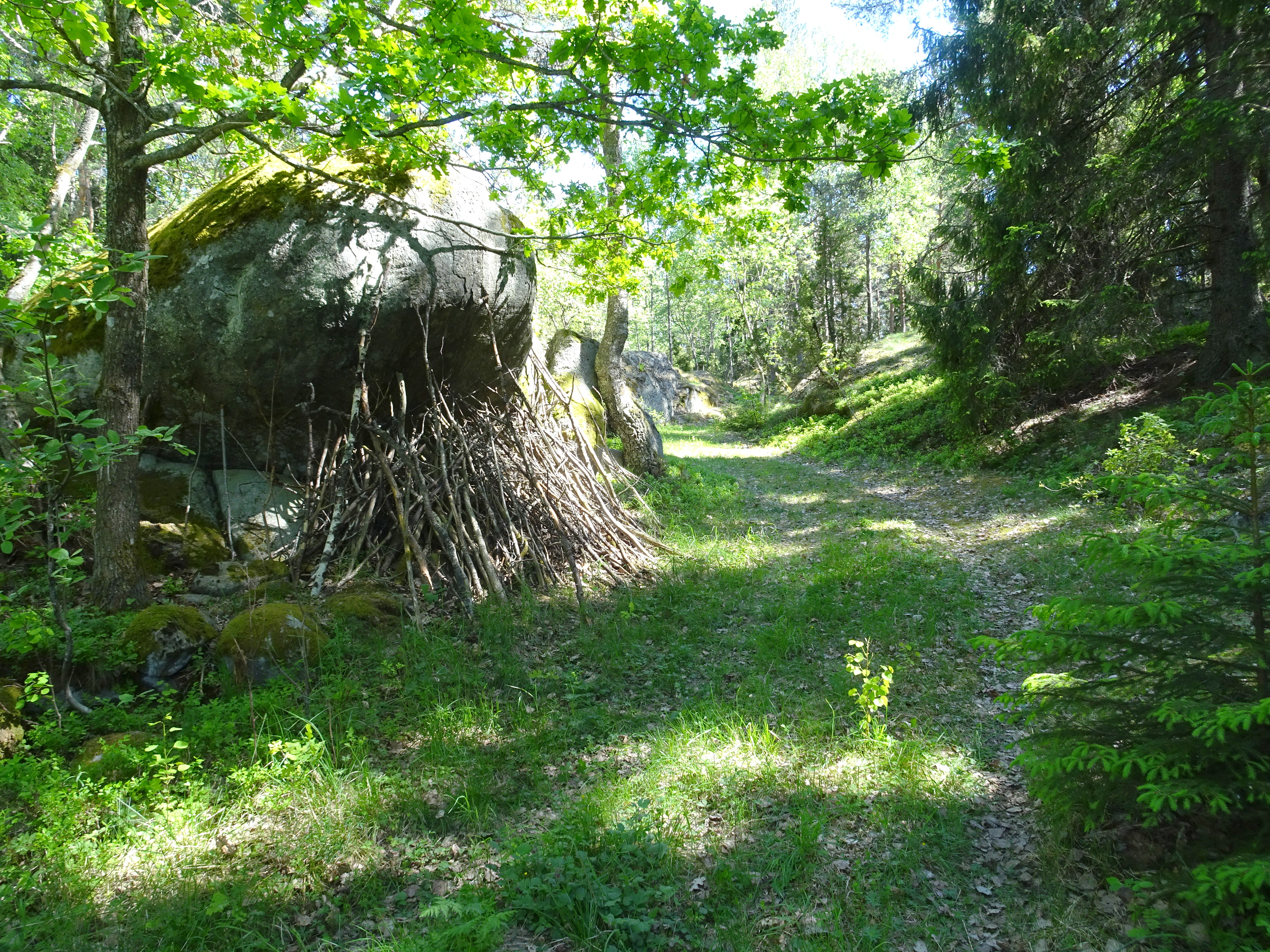
Stöttestenen